# Uther Pendragon
Uther Pendragon var en engelsk sagnkonge fra omkr. 500-tallet og kong Arthurs fader. 
Uther er broder til Ambrosius Aurelianus, der bliver konge efter den uretmæssige konge Vortigerns død. Efter Ambrosius død bliver Uther konge. 
Han forelsker sig i den smukke Igraine (eller Ygraine), der er gift med Gorlois af Cornwall. Med Merlins hjælp tager Uther Gorlois' skikkelse og sniger sig til en nat med hende, mens Gorlois er i kamp med Uthers hær, der dræber ham. Arthur bliver undfanget denne nat.

## Etymologi
Navnet Uther Pendragon er walisisk. Uther betyder forfærdelig - muligvis oprindelig; beundringsværdig, vidunderlig. Pendragon udgøres af pen og dragon. Pen betyder høvding  - og dragon betyder leder - sammensat; leder af alle høvdinge - konge.